# Ogden (Iowa)
Ogden è una città degli Stati Uniti d'America, situata nello Stato dell'Iowa, nella Contea di Boone.